# Jonathan Fabbro
Jonathan Fabbro (ur. 16 stycznia 1982 w Buenos Aires) – paragwajski piłkarz pochodzenia argentyńskiego występujący na pozycji ofensywnego pomocnika, obecnie zawodnik meksykańskiego Chiapas. Jego brat Darío Fabbro, który również był piłkarzem, jest agentem zawodnika.

## Kariera klubowa
Fabbro pochodzi ze stołecznego Buenos Aires i jest wychowankiem akademii juniorskiej tamtejszego klubu Argentinos Juniors. Nie potrafił przebić się jednak do pierwszego zespołu i jako dziewiętnastolatek wyjechał do Hiszpanii, gdzie – również bez większego powodzenia – przez pół roku próbował swoich sił w RCD Mallorca. Bezpośrednio po tym powrócił do ojczyzny, podpisując umowę z krajowym gigantem – stołecznym Club Atlético Boca Juniors. W jego barwach, za kadencji szkoleniowca Óscara Tabáreza, 5 maja 2002 w wygranym 2:1 spotkaniu z Vélezem Sarsfield zadebiutował w argentyńskiej Primera División. W jesiennym sezonie Apertura 2002 zdobył z Boca tytuł wicemistrza Argentyny, premierowego gola w lidze strzelił zaś 6 lipca 2003 w przegranej 2:7 konfrontacji z Rosario Central. Podczas wiosennych rozgrywek Clausura 2003 po raz kolejny wywalczył tytuł wicemistrzowski, zaś w sezonie Apertura 2003 osiągnął mistrzostwo Argentyny. W tym samym roku triumfował również z ekipą Carlosa Bianchiego w najbardziej prestiżowych rozgrywkach Ameryki Południowej – Copa Libertadores oraz zajął drugie miejsce w Pucharze Interkontynentalnym. Przez cały pobyt w Boca był jednak głębokim rezerwowym i rozegrał zaledwie sześć meczów w lidze.
Wiosną 2004 Fabbro przeniósł się do kolumbijskiego zespołu CD Once Caldas z siedzibą w Manizales. Tam od razu został podstawowym graczem ekipy i jeszcze w tym samym roku – jako jedyny obcokrajowiec w drużynie – po raz drugi z rzędu wygrał rozgrywki Copa Libertadores, pokonując w finale faworyzowanego obrońcę trofeum i zarazem swój były klub – Boca Juniors. Pierwszą bramkę w Categoría Primera A zdobył 1 września 2004 w wygranym 3:1 meczu z Atlético Bucaramanga, zaś w grudniu zajął drugie miejsce w Pucharze Interkontynentalnym, kiedy to ekipa prowadzona przez Luisa Fernando Montoyę uległa po rzutach karnych portugalskiemu FC Porto (0:0, 7:8 k), zaś on sam nie wykorzystał swojego strzału w serii jedenastek. Ogółem barwy Once Caldas reprezentował przez półtora roku.
W lipcu 2005 Fabbro przeszedł do meksykańskiego klubu Dorados de Sinaloa z miasta Culiacán, walczącego o utrzymanie na najwyższym szczeblu ligowym. W drużynie tej miał zastąpić na pozycji rozgrywającego Iarleya – swojego byłego kolegę klubowego z Boca. W meksykańskiej Primera División zadebiutował 14 sierpnia 2005 w przegranej 1:2 konfrontacji z Américą, natomiast pierwszą bramkę strzelił 2 października w zakończonym takim samym wynikiem spotkaniu z Pachucą. W Dorados spędził łącznie sześć miesięcy, przeważnie jako podstawowy gracz, jednak nie spełnił do końca pokładanych w nim nadziei, wobec czego odszedł do brazylijskiego Atlético Mineiro z siedzibą w Belo Horizonte. W 2006 roku zajął z nim trzecie miejsce w lidze stanowej – Campeonato Mineiro, po czym wyjechał do Chile, gdzie podpisał umowę z Universidadem Católica ze stołecznego Santiago. W chilijskiej Primera División zadebiutował 2 sierpnia 2006 w przegranym 0:2 pojedynku z Universidadem Concepción, zaś po raz pierwszy wpisał się na listę strzelców cztery dni później w zremisowanym 1:1 meczu z Santiago Wanderers. Graczem Universidadu pozostawał przez pół roku, nie odnosząc poważniejszych osiągnięć.
Wiosną 2007 Fabbro, po pół roku bezrobocia, zasilił paragwajski Club Guaraní z siedzibą w stołecznym Asunción. W paragwajskiej Primera División zadebiutował 5 sierpnia 2007 w zremisowanym 1:1 spotkaniu z 2 de Mayo, podczas którego strzelił również pierwszego gola w nowym zespole. Od razu wywalczył sobie niepodważalne miejsce w formacji pomocy, zostając czołowym piłkarzem ligi paragwajskiej. W jesiennym sezonie Clausura 2008 zanotował z Guaraní wicemistrzostwo kraju, zaś jego świetne występy w 2009 roku zaowocowały nagrodą dla najlepszego zawodnika rozgrywek. Niekwestionowanym liderem i najlepszym strzelcem ekipy Félixa Darío Leóna był również podczas wiosennego sezonu Apertura 2010, kiedy to wywalczył z Guaraní pierwszy po dwudziestu sześciu latach tytuł mistrza Paragwaju. Ogółem w Guaraní grał przez trzy i pół roku, będąc jedną z klubowych legend.
W styczniu 2011 Fabbro za sumę trzech milionów dolarów przeszedł do czołowego klubu w kraju – stołecznego Cerro Porteño, zostając tym samym najdroższym piłkarzem w historii ligi paragwajskiej. Tam kontynuował swoją świetną passę, umacniając swoją pozycję jako błyskotliwego i świetnego technicznie kreatora akcji ofensywnych. W sezonie Clausura 2011 zdobył z Cerro tytuł wicemistrzowski, zaś pół roku później, podczas rozgrywek Apertura 2012, wywalczył mistrzostwo Paragwaju. W tym samym roku dotarł również z drużyną prowadzoną przez Jorge Fossatiego do półfinału Copa Libertadores, natomiast jesienią (wraz z czterema innymi graczami) z pięcioma bramkami na koncie został królem strzelców drugich co do ważności rozgrywek Ameryki Południowej – Copa Sudamericana (Cerro odpadło z nich w ćwierćfinale).
Latem 2013 Fabbro powrócił do swojej rodzinnej Argentyny, na zasadzie rocznego wypożyczenia z opcją wykupu zostając graczem słynnego stołecznego Club Atlético River Plate. W wiosennym sezonie Final 2014 zdobył z nim drugie w swojej karierze mistrzostwo Argentyny, a także osiągnął trofeum Copa Campeonato, lecz w taktyce trenera Ramóna Díaza był głównie rezerwowym – przegrał rywalizację o miejsce w składzie z graczami takimi jak Manuel Lanzini, Ariel Rojas czy Carlos Carbonero. Ostatecznie River nie wykupiło gracza na stałe, wobec czego powrócił on do Cerro Porteño, gdzie w sezonie Clausura 2014 zanotował kolejny tytuł wicemistrzowski. Po upływie pół roku, podczas rozgrywek Apertura 2015, wywalczył swoje trzecie mistrzostwo Paragwaju, tworząc skuteczny duet z José Ortigozą, zaś w sezonie Clausura 2016 zdobył wicemistrzostwo kraju. Ogółem w barwach Cerro występował przez niecałe pięć lat – rozegrał dla niego 164 oficjalne spotkania, w których strzelił 52 gole, zostając ulubieńcem kibiców. Jest uznawany za jedną z legend klubu, obok graczy takich jak Saturnino Arrúa, Julio dos Santos czy Diego Barreto.
W lipcu 2016 Fabbro powrócił do Meksyku, gdzie za sumę 550 tysięcy dolarów został zawodnikiem ekipy Chiapas FC z miasta Tuxtla Gutiérrez, prowadzonej przez swojego rodaka José Cardozo. Klub ten wyłożył na transfer gracza ponad pół miliona dolarów.
| Sezon     | Klub                    | Kraj      | Rozgrywki           | Mecze | Bramki |
| --------- | ----------------------- | --------- | ------------------- | ----- | ------ |
| 2001/2002 | CA Boca Juniors         | Argentyna | Primera División    | 2     | 0      |
| 2002/2003 | CA Boca Juniors         | Argentyna | Primera División    | 4     | 1      |
| 2003/2004 | CA Boca Juniors         | Argentyna | Primera División    | 0     | 0      |
| 2004      | CD Once Caldas          | Kolumbia  | Categoría Primera A | 16    | 4      |
| 2005      | CD Once Caldas          | Kolumbia  | Categoría Primera A | 10    | 1      |
| 2005/2006 | Dorados de Sinaloa      | Meksyk    | Liga MX             | 13    | 2      |
| 2006      | CD Universidad Católica | Chile     | Primera División    | 16    | 3      |
| 2007      | Club Guaraní            | Paragwaj  | Primera División    | 22    | 6      |
| 2008      | Club Guaraní            | Paragwaj  | Primera División    | 37    | 18     |
| 2009      | Club Guaraní            | Paragwaj  | Primera División    | 31    | 6      |
| 2010      | Club Guaraní            | Paragwaj  | Primera División    | 31    | 13     |
| 2011      | Cerro Porteño           | Paragwaj  | Primera División    | 23    | 5      |
| 2012      | Cerro Porteño           | Paragwaj  | Primera División    | 32    | 11     |
| 2013      | Cerro Porteño           | Paragwaj  | Primera División    | 17    | 8      |
| 2013/2014 | CA River Plate          | Argentyna | Primera División    | 11    | 0      |
| 2014      | Cerro Porteño           | Paragwaj  | Primera División    | 7     | 3      |
| 2015      | Cerro Porteño           | Paragwaj  | Primera División    | 39    | 12     |
| 2016      | Cerro Porteño           | Paragwaj  | Primera División    | 15    | 1      |
| 2016/2017 | Chiapas FC              | Meksyk    | Liga MX             |       |        |

## Kariera reprezentacyjna
W marcu 2010 Fabbro otrzymał paragwajskie obywatelstwo, w wyniku kilkuletniego zamieszkiwania w tym kraju. Pierwsze powołanie do reprezentacji Paragwaju otrzymał jednak ponad dwa lata później od selekcjonera Gerardo Pelusso, gdyż dopiero wówczas pozwoliły na to przepisy FIFA dotyczące naturalizacji obcokrajowców. W kadrze narodowej zadebiutował ostatecznie 15 sierpnia 2012 w zremisowanym 3:3 meczu towarzyskim z Gwatemalą, zdobywając w nim także premierowego gola w reprezentacji. Wziął udział w eliminacjach do Mistrzostw Świata 2014, podczas których rozegrał siedem spotkań (z szesnastu możliwych) i strzelił dwie bramki – z Argentyną (1:3) i Boliwią (4:0), lecz Paragwajczycy nie zdołali ostatecznie zakwalifikować się na mundial.